# Aepeomys lugens
Aepeomys lugens is een zoogdier uit de familie van de Cricetidae. De wetenschappelijke naam van de soort werd voor het eerst geldig gepubliceerd door Thomas in 1896.

## Verspreidingsgebied
De soort wordt aangetroffen in Venezuela.